# St. Petrus Canisius (Mainz-Gonsenheim)

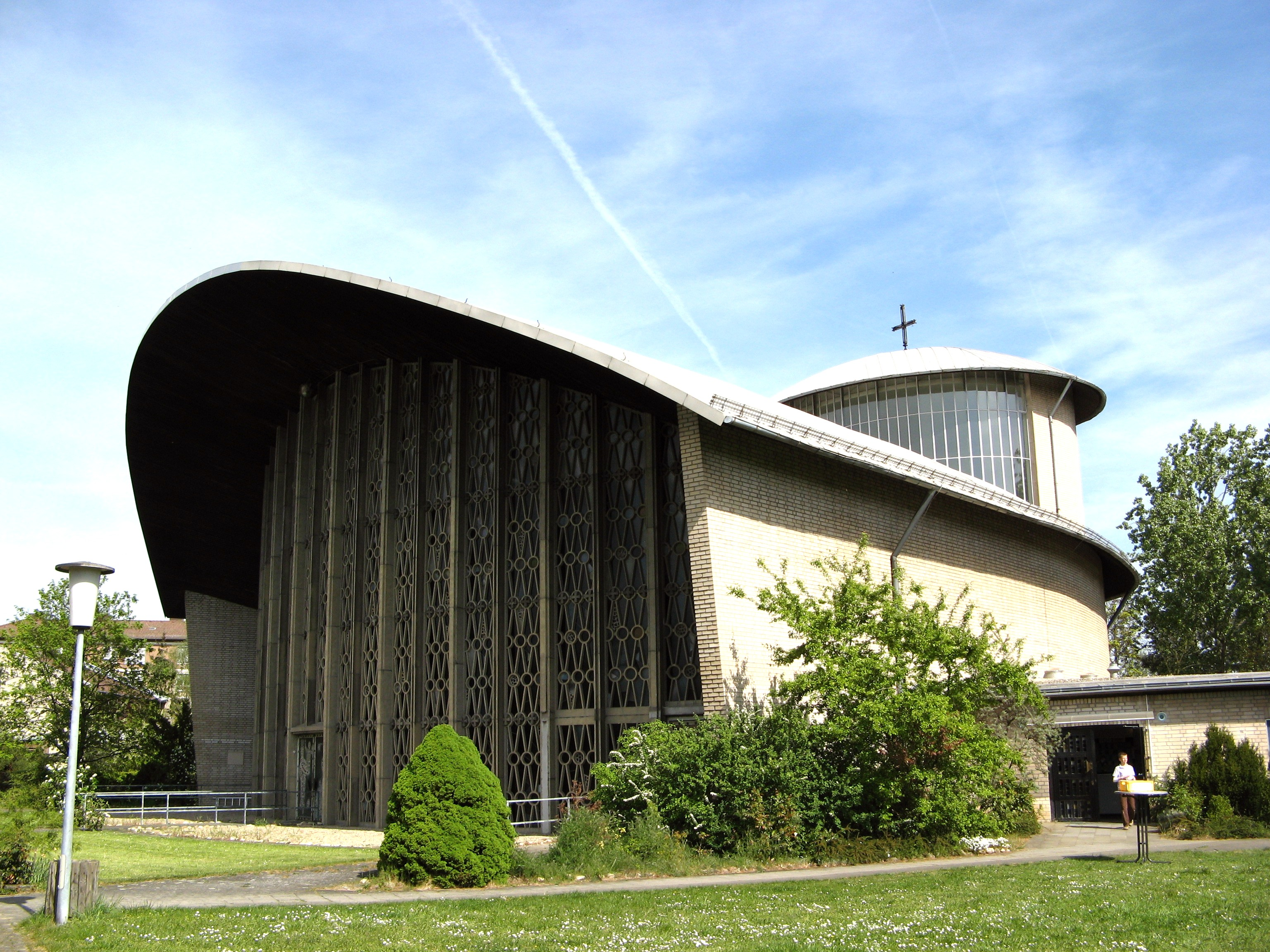
St. Petrus Canisius (Mainz-Gonsenheim)

St. Petrus Canisius ist eine römisch-katholische Kirche in Mainz-Gonsenheim. Sie ist Pfarrkirche der Großpfarrei St. Elisabeth Mainz und Budenheim in der Region Rheinhessen im Bistum Mainz. Als modernes Nachkriegsbauwerk der 1950er Jahre steht die Kirche heute unter Denkmalschutz.

## Geschichte
1950 wurde ein Grundstück in Mainz-Gonsenheim auf dem Gleisberg gekauft und Architekt Hugo Becker begann mit der Planung einer Kirche. Am 10. Juli 1955 war der erste Spatenstich und am 11. September 1955 die Grundsteinlegung. Am 22. Juli 1956 wurde die Weihe der Kirche durch Bischof Albert Stohr vorgenommen. 2021 wurde eine neue Orgel, 1997 von Förster & Nicolaus Orgelbau geschaffen, eingebaut. Die Orgel aus Fulda war zuvor in der Kirche St. Elisabeth eingebaut und konnte aufgrund der Profanierung der Kirche erworben werden.
Ein freistehender Glockenturm, überdachte Gänge an der Außenfront mit gläsernem Windfang und ein kreisförmiger Kreuzgang um Kirche und Pfarrhaus waren geplant, wurden aber aus finanziellen Gründen nie ausgeführt. Zu Seiten der Kirche liegen heute rechts die Pfarrräume, links die Werkstagkapelle sowie – separat – das Pfarrhaus mit der Dienststelle der Behinderten-Seelsorge des Bistums Mainz.
Die Kirche steht seit 1996 als „Zeugnis des geistigen, künstlerischen und technischen Wirkens, an dessen Erhaltung und Pflege zur Förderung des geschichtlichen Bewusstseins sowie zur Werterhöhung der Umwelt ein öffentliches Interesse besteht“ unter Denkmalschutz.

## Kirchengebäude
Die ganze räumliche Konzeption der Pfarrkirche St. Petrus Canisius in Mainz-Gonsenheim beruht vorwiegend auf Aussagen in der Apokalypse des Johannes, die ihrerseits eine reiche Symbolsprache aufweist.

### Grundriss
Bereits der Grundriss in Form einer Parabel (griech. parabola = „Gleichnis“) verweist auf den Anspruch des Raumes, selbst zum Gleichnis zu werden: als heiliger, geheiligter Raum, dessen Seitenmauern nach rückwärts vermeintlich ins Unendliche verlaufen, wobei sie ansteigen und weit ausholen, als wollten sie die ganze Gemeinde mit ausgebreiteten Armen umfassen und in lichter Weite zur Gemeinschaft einen.
Ein flach gewölbtes Dach überspannt das Gotteshaus und ragt schützend über die mächtige Eingangsfront hinaus, welche die Bopparder Firma Eichhorn ausführte. Sie präsentiert sich als riesige Glaswand aus mehr als 3.000 Einzelfeldern mit schmalen Beton-Rippen. Mit ihren blauen und grauen Farbtönen sollen die mundgeblasenen Doppelschicht-Gläser in stereotyper Ornamentik den „neuen Himmel“ der Apokalypse in Erinnerung bringen. Besonders in der Abendsonne lässt die große gläserne Fassade den „Glanz der Edelsteine“ aufleuchten.

### Portale

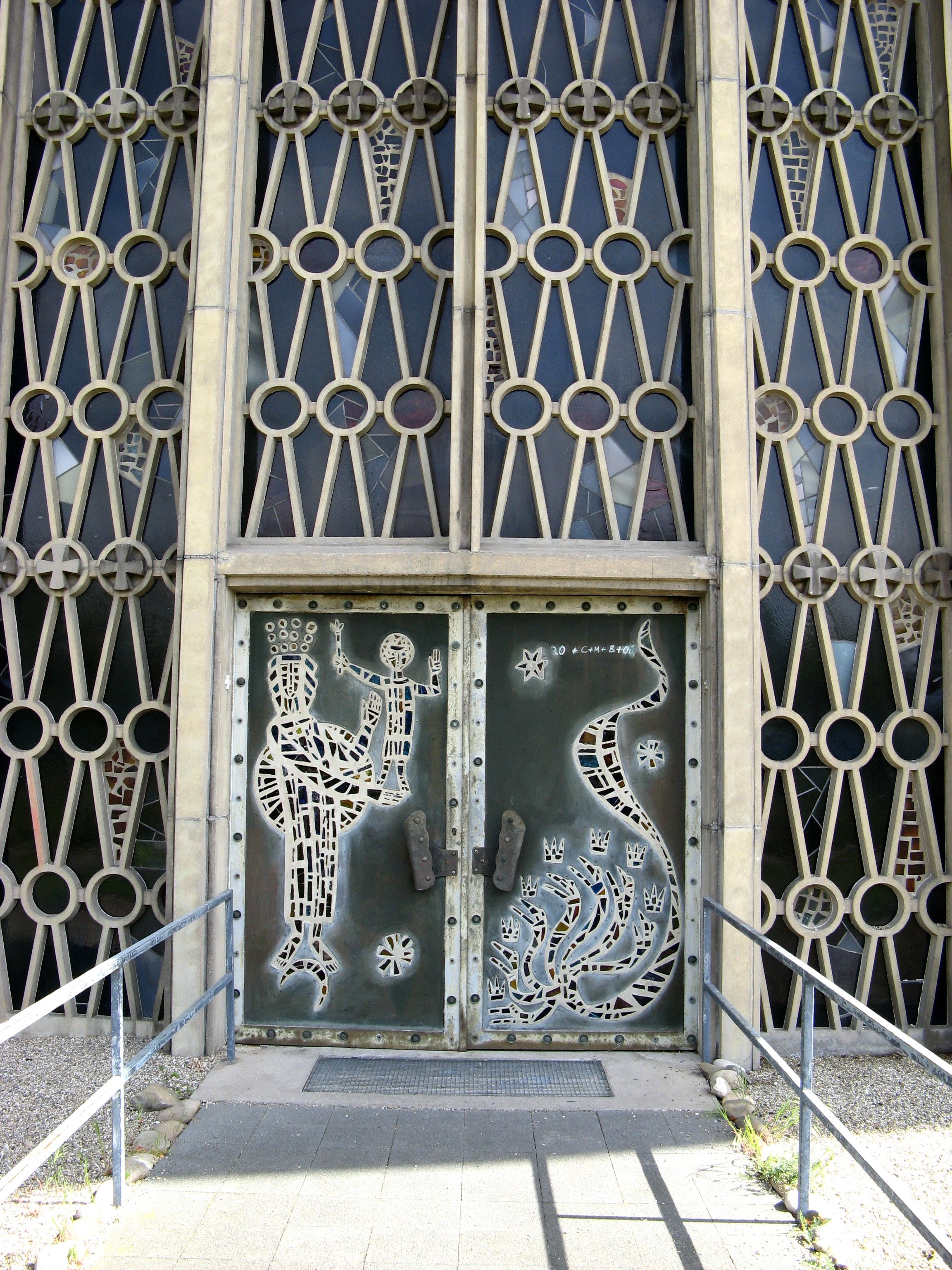
St. Petrus Canisius (Eingang)

Die drei Eingangstüren in der großen Glaswand hat Peter Paul Etz entworfen. Sie entsprechen den „drei Toren“ Jerusalems. Die Portale sind als Betonverglasung mit französischen Spezial-Gläsern gestaltet und außen mit grauer Tombak-Schale, innen mit Kupfer- und Silberbelägen verkleidet. Roh behauene Glassteine fügen sich darin zu Bildern.
So zeigt das zweiflügelige Mittelportal den Kampf des Satans gegen die Kirche, wie er in der Apokalypse geschildert wird (Apokalypse 12,1-4 ).
Die jeweils einteiligen Seitentüren zeigen rechts das Pfingstereignis gemäß Kapitel 2 der Apostelgeschichte, wie es im Sakrament der Firmung erfahrbar wird: die Heilig-Geist-Taube spendet in Gestalt von Feuerzungen die sieben heiligen Gaben Weisheit und Verstand, Rat und Stärke, Wissenschaft, Frömmigkeit und Gottesfurcht.
Die linke Seitentür verbindet zwei Bilder der Apokalypse: „Als ich mich umschaute, sah ich sieben goldene Leuchter und inmitten der Leuchter die Gestalt eines Menschensohnes. Die sieben Leuchter sind die Gemeinden“ (1,12 ) und „...ich sah ein Lamm da stehen wie geschlachtet. Dem Lamm gebührt Lob und Ehre!“ (5,6 ). Hier ist ein Lamm inmitten von sieben brennenden Leuchtern dargestellt: Christus als Mittelpunkt seiner Gläubigen ist ein Kern-Thema der Canisius-Kirche.

### Altar
Zentraler Punkt im Kircheninnern ist der Altar. Er ist aus rotem Sandstein gefertigt und zeigt auf Vorder- und Rückseite „die 24 Ältesten in weißen Gewändern, die Gott auf dem Thron anbeten“ (Apokalypse 4); die Mosaikarbeit gestaltete wieder Peter Paul Etz. Dieser Altar steht im geometrischen Brennpunkt des Raumes, kreisförmige Stufen führen zu ihm empor, man kann ihn ungehindert umschreiten und er wirkt wie ein mächtiger Sarkophag auf einer Anhöhe: Dies entspricht dem heiligen Berg, auf dem sich das Gedächtnis des Opfertodes Christi vollzieht.
Peter Paul Etz, damals Dozent an der Landeskunstschule in Mainz, der für St. Petrus Canisius den Altarsockel und die Portale schuf, hatte zuvor schon mindestens zweimal den Gedanken des „Himmlischen Jerusalem“ aus der Offenbarung des Johannes künstlerisch umgesetzt: Das große Altarbild in St. Alban stammt von seiner Hand und als sich 1954 auch die Heilig-Kreuz-Kirche im Schlesischen Viertel an der Offenbarung des Johannes orientierte, wurde Etz mit der Gestaltung der sieben Türen hinter dem Altarbereich beauftragt.
Aus einer hohen, von den Kirchenbänken aus nicht einsehbaren Licht-Kuppel über dem Altarraum, einer so genannten „Laterne“, flutet Helligkeit durch eine Rundöffnung in der abgehängten Decke herab: Die neue Stadt Jerusalem bedarf nicht des Sonnen- und nicht des Mondlichtes – „denn die Herrlichkeit Gottes erhellt sie“ (Apokalypse 21,23 ).

### Tabernakel
In diesem Licht steht der Tabernakel als theologische Mitte des Baues. Das Werk des Mainzer Goldschmieds Weiland hatte früher seinen Platz auf dem Altar und steht seit der Liturgie-Reform etwas erhöht dahinter. Entsprechend der Vision des Johannes ist der Tabernakel als Thron Gottes gestaltet. Auf seinen goldenen Türen glitzern mehrfach gebrochene Glassteine: „Vor dem Thron Gottes war etwas wie ein gläsernes, kristallähnliches Meer“ (Apokalypse 4,6 ). Vier hohe Schwingen in blauem Email scheinen den Tabernakel gleichsam über dem Altar schwebend zu halten; sie sind Sinnbilder der „vier Wesen mit Flügeln ringsum voll Augen“, die gemäß Apokalypse 4,8  vor dem Thron Gottes ihm „dreimal Heilig“ singen.

### Innenraum
Ebenfalls bei Weiland entstand die Aufhängung des Ewigen Lichts, das seitlich vom Altar von der Decke herab hängt. Eine rubinrote, flache und große Schale wird gehalten von einer symbolischen Jakobs-Leiter, wie sie der Patriarch im Traum sah; die Spitze scheint zum Himmel zu reichen und Engel steigen auf ihr hernieder. „Fürwahr, Gott ist an diesem Ort, und ich wusste es nicht“ (Genesis 28,12 ).
Die zwölf schlichten Apostel-Leuchter an der Chorwand und zu beiden Seiten des Hauptportals erinnern an das Bild des neuen Jerusalem: „Die Mauer der Stadt hatte 12 Grundsteine, auf denen die Namen der 12 Apostel des Lammes geschrieben standen“ (Apokalypse 21,14 ). Die Namen der Zwölf sind auf der mit Kupfer überzogenen Kommunionbank zu finden, die es vermeidet, den Altarraum von den Gläubigen abzugrenzen, sondern lediglich den Ort angibt, wo sich die Gemeinde um den „heiligen Altar-Berg“ im offenen Halbrund scharen kann, um am Opfermahl teil zu haben.
Anerkannte Mainzer Künstler, die für die neue Canisius-Kirche arbeiteten, setzten auch andernorts Akzente in modernen Mainzer Kirchenbauten. Bildhauer Adam Winter aus Mainz-Kastel schuf 1960 für St. Petrus Canisius die Terrakotta-Figur der Maria, welche zur Rechten des Hochaltars zu stillem Gebet einlädt. Die Gottesmutter erscheint hier als die Mittlerin der Gnaden, die vom göttlichen Kind ausströmen und sich in die Gemeinde ergießen.
Die Siebenzahl der Kerzenleuchter schlägt hier wieder eine Brücke zur Zahlenmystik der Apokalypse; wie die zweimal sieben schlanken Säulen, welche das Kirchendach tragen, erinnern diese Leuchter auch an die sieben Wochentage und die Siebenzahl der im Altertum bekannten Planeten, an irdische Zeitlichkeit und die Ewigkeit des Himmelsgewölbes mit seinen Gestirnen.
Seit 1963 ergänzt ein Kreuzweg aus Keramikreliefs die Kirchenausstattung. Bruder Lukas Ruegenberg OSB aus Maria Laach hat die Leidensgeschichte des Herrn hier gestaltet.
Bis zur Liturgie-Reform 1968 stand links des Altars eine von Peter Paul Etz gestaltete Kanzel, deren Mosaik-Verkleidung die vierfache Geist-Taube, welche die Botschaft vom Kreuz in alle Windrichtungen trägt (nach Matthäus 3,16 ), zeigte. Sie machte Platz für ein von Theo Ignaz Graffé gestaltetes Taufbecken, dessen Deckel von einer Petrus-Canisius-Figur überragt wird: Der kleine stille Heilige erinnert daran, dass im Innern des Altars neben Reliquien römischer Märtyrer auch solche des Kirchenpatrons aufbewahrt sind.